# Пешковка
Пешковка (каз. Пешков) — село в Фёдоровском районе Костанайской области Казахстана. Административный центр Пешковского сельского округа. Находится примерно в 23 км к северо-западу от районного центра, села Фёдоровка. Код КАТО — 396859100.
Через село проходит железная дорога Троицк—Костанай—Тобол и автотрасса Астана—Костанай—Челябинск.
В 1 км к востоку от села находится озеро Сопый, в 1 км к югу — Сауж.

## Население
В 1999 году население села составляло 3564 человека (1830 мужчин и 1734 женщины). По данным переписи 2009 года в селе проживало 2912 человек (1418 мужчин и 1494 женщины). По данным переписи 2021 года, в селе проживало 2590 человек (1317 мужчин и 1273 женщины).

## Объекты инфраструктуры
В Пешковке действует Пешковская средняя школа, сельская библиотека, психоневрологический дом-интернат, детский сад на 75 детей.

## Известные жители и уроженцы
- Бебих, Григорий Фёдорович  (1924—2012) — советский и российский химик-технолог, педагог, доктор технических наук.
- Довгаль, Василий Павлович (1919 — ?) — Герой Социалистического Труда.